# مایوا ساراسین
مایوا ساراسین (انگلیسی: Maeva Sarrasin؛ زادهٔ ۱۰ ژوئن ۱۹۸۷) بازیکن فوتبال اهل سوئیس است.
وی همچنین در تیم ملی فوتبال زنان سوئیس بازی کرده‌است.